# Años 700
Los años 700 o década del 700 empezó el 1 de enero del 700 y terminó el 31 de diciembre del 709.

## Acontecimientos
- Las tropas árabes lideradas por Muza, Musa ibn Nusair, derrotan al ejército bereber terminando con su resistencia en el norte de África en el año 700.
- Juan VI sucede a San Sergio I como papa en el año 701.
- Witiza sucede a su padre Egica como rey de los visigodos en 702; reinará hasta 710.
- Juan VII sucede a Juan VI como papa en el año 705.
- Sisino sucede a Juan VII como papa en el año 708.
- Constantino sucede a Sisino como papa en el año 708.